# Geschichte der englischen Sprache
Die Geschichte der englischen Sprache wird in vier Stufen unterteilt,
die sich wie folgt zeitlich einordnen lassen:
| Altenglisch oder Angelsächsisch | (Old English or Anglo-Saxon) | ca. 450 bis ca. 1100  |
| Mittelenglisch                  | (Middle English)             | ca. 1100 bis ca. 1500 |
| Frühneuenglisch                 | (Early Modern English)       | ca. 1500 bis ca. 1700 |
| Neuenglisch                     | (Modern English)             | ca. 1700 bis heute    |

Einige Autoren subsumieren das Frühneuenglisch auch unter das Neuenglische, womit die englische Sprachgeschichte dann nur drei Hauptsprachstufen hätte. Neuenglisch beginnt nach dieser Einteilung dann um 1500 und wird unterteilt in Frühneuenglisch (Early Modern English) 1500–1700 und Late Modern English ab 1700. Gelegentlich wird auch noch feiner zwischen Early Modern English, Late Modern English und Present-Day English (heutiges Englisch) unterschieden.
Ursprünglich ist die englische Sprache nach der Ersten Lautverschiebung aus der westgermanischen Gruppe zusammen mit Scots und den friesischen Sprachen entstanden. Weniger eng verwandt sind Niederländisch und Niederdeutsch (Plattdeutsch).

## Altenglisch

### Geschichte
Die Geschichte der englischen Sprache beginnt Mitte des 5. Jahrhunderts, als die germanischen Volksstämme der Jüten, Angeln und Sachsen England erobern. Die Angeln (lateinisch Anglī) gaben dem Land den Namen; allerdings wurde zuerst die Bezeichnung englisc geprägt und davon der Name Engla land (um 1000) abgeleitet. Nach der Eroberung entstanden die sieben Königreiche Northumbrien, Mercien, Ostanglien, Kent, Ostsachsen, Südsachsen und Westsachsen, die zusammen die sogenannte angelsächsische Heptarchie bildeten. Die altenglische Sprache wird in vier Dialekte unterteilt:
- Anglisch mit den Unterdialekten
  - Northumbrisch nördlich des Flusses Humber, bis nach Edinburgh (Schottland). Dieser Dialekt führt kulturell und in der Literatur bis zur Invasion der Wikinger im 8. Jahrhundert (s. u.).
  - Mercisch (auch Südhumbrisch; südlich des Flusses Humber, östlich von Wales)
- Jütisch in seiner Ausprägung Kentisch um Canterbury, südlich von London und um die Insel Wight
- Sächsisch mit der Ausprägung Westsächsisch an der Südküste Englands, bis nach Cornwall. Das Westsächsische übernahm später die kulturelle Führungsrolle („Standard Old English“). Die meisten erhaltenen Texte sind in diesem Dialekt abgefasst.

### Alphabet
Das damalige englische Alphabet weist einige besondere Buchstaben auf, die im Neuenglischen nicht mehr verwendet werden. Dazu zählen Þ (thorn), ð (eth), Ƿ (wynn) und die Ligatur æ (ash). Die Kombination sc [ʃ] wird wie das moderne sh ausgesprochen (z. B. alten. scip – en. ship). Außerdem gibt es Unterschiede bei den Vokalen (alten. stān – en. stone).

### Grammatik
Die Grammatik ist der des heutigen Deutschen in
vielfacher Hinsicht ähnlicher als der des Neuenglischen. Im Laufe der
Geschichte lässt sich ein stetiger Rückgang der Flexion feststellen. Das Altenglische ist eine synthetische Sprache. Das Substantiv hat vier Fälle, während es im Neuenglischen nur einen Unterschied beim Genitiv gibt. Man unterscheidet zwischen einer starken (vokalischen) und einer schwachen (konsonantischen) Deklination. Auch beim Artikel wird zwischen drei Geschlechtern differenziert, während es heute nur noch eine Form gibt (the). Beim Personalpronomen blieben die meisten Endungen erhalten. Die Zahl der schwachen Verben war zu jeder Zeit höher als die der starken Verben, aber die zweite Gruppe war im Altenglischen deutlich umfangreicher als heute. Die starken Verben werden in sieben Klassen, so genannte Ablautreihen, unterteilt.

### Wortschatz
Der Wortschatz des Altenglischen ist zum größten Teil germanisch. Durch fremde Einflüsse starben jedoch im weiteren Verlauf der Geschichte rund 85 % des Wortschatzes aus, nur grundlegende Elemente überlebten. Das Altenglische zeichnet sich durch eine große Vielfalt an Synonymen aus, z. B. bei der Beschreibung von Kriegern und Helden.
Im Gegensatz zu späteren Perioden werden neue Wörter vielfach aus eigenem
Material gebildet. Neue Verwendungen alter Wörter sind ebenso üblich wie die
Derivation mit Affixen (z. B. mōd, mōdig, mōdcræftig). Die gleiche Wurzel kann mit vielen verschiedenen Affixen kombiniert werden.
Das Altenglische wurde von drei anderen Sprachen beeinflusst.
Als die Germanen nach England kamen, trafen sie auf die einheimischen Kelten. Deren Sprache überlebte v. a. in Ortsnamen und geographischen Bezeichnungen (z. B. Themse). Ansonsten gibt es nur geringe Spuren.
Deutlich umfangreicher war der Einfluss des Lateins, da die römische Zivilisation ein hohes Ansehen genoss. Kaiser Claudius eroberte im Jahre 43 n. Chr. Britannien, nachdem Caesar 55 v. Chr. einen entsprechenden Plan verworfen hatte. Die ersten Spuren waren Inschriften. Vom europäischen Festland wurden Begriffe aus den Bereichen Krieg, Handel und Alltagsleben auf die Insel gebracht. Einige Entlehnungen erfolgten indirekt durch das Keltische. Dazu zählt das vom lateinischen castra ‚Lager‘ abgeleitete Wort ceaster, das in Städtenamen wie Manchester überlebt hat. Der lateinische Anteil am Wortschatz wurde erhöht, als Augustinus mit seinen Mönchen nach England kam, um dem heidnischen Volk den christlichen Glauben zu bringen. Die Christianisierung veränderte auch die Sprache. In erster Linie wurden natürlich Begriffe entlehnt, die im Zusammenhang mit der neuen Religion und ihrer kirchlichen Organisation stehen. Nach der Einführung der benediktinischen Regel im 10. Jahrhundert wurden auch viele Wörter aus dem Reich der Bildung übernommen. Der Zeitpunkt einer Entlehnung lässt sich durch die Verwendung in Texten und die phonetische Form des Worts bestimmen.
Aber das Altenglische beschrieb viele neue Konzepte auch mit einheimischem Vokabular. Wörter wie god ‚Gott‘ und heaven ‚Himmel‘ blieben erhalten. Die heilige Schrift wurde als gewritu (das Geschriebene) bezeichnet, und für den heiligen Geist benutzte man den Ausdruck Hālig Gāst statt des lateinischen Spiritus Sanctus.
Der dritte fremdsprachliche Einfluss kam aus dem Norden. Zwischen dem 8. und 11. Jahrhundert fielen die Wikinger in England ein. Die Invasion begann 793 mit dem Überfall auf Lindisfarne. Nach mehreren Plünderungen wurde im Jahre 886 der Vertrag von Wedmore geschlossen. Den Skandinaviern wurde ein Gebiet namens Danelaw zugeteilt. Die Räuber wurden zu friedlichen Siedlern, und die beiden Völker vermischten sich. Die Menschen brachten ihre Sprache mit in die neue Heimat.
Durch die enge Verwandtschaft der germanischen Sprachen gestaltete sich die
Entlehnung einfach. Die Einheimischen und die neuen Einwohner konnten sich
gegenseitig relativ problemlos verständigen. Angesichts der Ähnlichkeit ist es in vielen Fällen schwierig zu entscheiden, ob ein Wort aus dem Altenglischen oder den skandinavischen Sprachen stammt. Einen Hinweis bietet die lautliche Form. So beginnen englische Wörter z. B. mit sh- (ship) und skandinavische mit sk- (sky). Da die beiden Völker eng zusammenlebten, gab es in allen Lebensbereichen Entlehnung aus der fremden Sprache. Der Einfluss zeigt sich auch bei Namen. In England gab es jetzt auch Nachnamen, die nach skandinavischem Vorbild auf -son enden (vgl. Jackson = Jacks Sohn). Viele altenglische wurden durch die entlehnten Wörter ersetzt, z. B. niman „nehmen“ durch take (aber veraltet nim „entwenden, stehlen“), weorpan „werfen“ durch cast (aber mit Bedeutungswandel englisch warp (sich) „verziehen, krümmen“ (vom Holz)) und snīðan durch cut (aber veraltet snithe). In anderen Fällen kam es zu einer Differenzierung bezüglich der Bedeutung, z. B. bei sick (altenglisch sēoc)  und ill (altnordisch íllr). Der skandinavische Einfluss reichte sogar bis in die Grammatik. Funktionswörter, die eigentlich besonders resistent gegen Veränderungen sind, wurden auch ersetzt, so z. B. die Pronomen hīe/hiera/him durch they/their/them. Der verbale Einheitsplural sind ~ sindon ‚(sie/wir) sind, ihr seid‘ wurde durch earon (vgl. isländisch erum ‚wir sind‘, eruð ‚ihr seid‘, eru ‚sie sind‘) ersetzt, das durch Analogie auf andere Personen ausgedehnt wurde.

## Mittelenglisch

### Historischer Hintergrund
Die mittelenglische Periode ist von einem enormen Einfluss der französischen Sprache geprägt. Die Geschichte des Mittelenglischen beginnt mit der normannischen Eroberung (Norman Conquest) unter der Führung von Wilhelm dem Eroberer. Nach dem Tod von König Eduard dem Bekenner wurde Harald II. zu dessen Nachfolger gewählt, obwohl Wilhelm der Thron angeblich versprochen worden war. Wilhelm fiel daraufhin in England ein und eroberte nach der erfolgreichen Schlacht bei Hastings im Jahre 1066 den englischen Thron. Da anschließend der englische Adel komplett durch Franzosen (romanisierte Normannen) ersetzt wurde, entstand eine bilinguale Situation. Die Angehörigen der Oberschicht sprachen Französisch, während das einfache Volk Englisch sprach. Das Englische besaß nur noch geringes Prestige und galt als unkultiviert. Die Kenntnis der englischen Sprache war nur für diejenigen aus den oberen Schichten nötig, die mit Angehörigen der unteren Schichten kommunizieren mussten, z. B. Kaufleute. Das Französische hatte außerdem zu jener Zeit nicht nur in England ein besonders hohes Ansehen: Frankreich galt in Europa als Vorbild der höfischen Gesellschaft.
Durch verschiedene historische Entwicklungen gewann die englische Sprache wieder an Prestige: Ab 1204, dem Verlust der Normandie für England, verloren viele anglonormannische Adlige ihre Besitztümer in Frankreich und sahen sich nun eher als Engländer als als Franzosen. Während des Hundertjährigen Kriegs zwischen Frankreich und England wurde Französisch eher als Sprache des feindlichen Landes wahrgenommen. Ab dem 13. Jahrhundert sprachen auch Adlige und Klerus zunehmend Englisch; eine gute Kenntnis des Französischen nahm immer mehr ab. Außerdem wurde die englischsprechende Mittelschicht wirtschaftlich bedeutend.
Als Konsequenz dieser Entwicklungen löste die englische Sprache nach und nach die französische Sprache in Kirche, Verwaltung und Parlament ab. Außerdem wurde Englisch zur Sprache bei Gericht, Schulen und Universitäten. Immer mehr Autoren schrieben in englischer Sprache. Das 14. Jahrhundert wird als Blüte der mittelenglischen Literatur betrachtet, als Period of Great Individual Writers, zu denen auch Geoffrey Chaucer, William Langland und John Wyclif gehören.
Der Aufstieg des Englischen wurde durch die Etablierung eines Standards ab Ende des 14. Jahrhunderts begünstigt. In der mittelenglischen Periode gab es vier Hauptdialekte: Northern, East Midland, West Midland und Southern. Der neue Standard basierte auf dem Dialekt, der in der Hauptstadt London gesprochen wurde, und bildete somit einen Kompromiss zwischen dem konservativen Süden und dem radikalen Norden.

### Wortschatz
Die größte Veränderung der englischen Sprache in der mittelenglischen Zeit zeigt sich beim Wortschatz, wo sich der starke französische Einfluss bemerkbar macht. Zahlreiche Wörter wurden aus der Sprache der französischsprechenden Oberschicht übernommen. Alle Bereiche des Lebens waren davon betroffen, z. B. Regierung und Verwaltung, Kirche, Recht, Militärwesen, Mode, Medizin und Küche.
Bis 1250 war der französische Einfluss noch gering: Es wurden nur etwa 900 Wörter ins Englische übernommen, die hauptsächlich den Bereichen Adel, Literatur und Kirche zuzuordnen sind. Das englische Volk lernte Wörter wie baron, noble, dame, servant, messenger, feast, ministrel, juggler, largesse im Kontakt mit dem französischsprachigen Adel. Wörter wie story, rime, lay, douzepers fanden ihren Weg über die Literatur ins Englische. Eine weitere große Gruppe der Lehnwörter vor 1250 sind aus dem kirchlichen Bereich. Ab etwa 1250 änderte sich die Situation, weil nun viele bisher französischsprechende Adelige zunehmend Englisch sprachen und dabei viele französische Wörter in die englische Sprache transferierten. Es gibt Schätzungen, dass etwa 40 % des Gesamtanteils französischer Wörter im heutigen Englisch in den Jahren zwischen 1250 und 1400 ins Englische übernommen wurden.
Wenn Wörter altenglischen Ursprungs und französische Wörter aufeinandertrafen, wurde entweder das altenglische Wort ersetzt, z. B. æþele durch noble oder ēam (ähnlich wie das deutsche Ohm, Oheim) durch uncle, oder es kam zu einer Bedeutungsdifferenzierung. Ein interessantes Beispiel bieten die Begriffspaare cow ‚Rind‘ – beef ‚Rindfleisch‘, sheep ‚Schaf‘ – mutton ‚Hammelfleisch‘, pig ‚Schwein‘ – pork ‚Schweinefleisch‘ und calf ‚Kalb‘ – veal ‚Kalbfleisch‘. Das erste Wort der Begriffspaare ist angelsächsischen Ursprungs und bezeichnet das Tier, das zweite Wort ist aus dem Französischen entlehnt und bezeichnet das Fleisch.

### Grammatik
In grammatischer Hinsicht ist die Periode vom Verfall der Flexion geprägt. Während man im Altenglischen noch eine deutliche Markierung von Kasus, Numerus und Genus bei Substantiven und Adjektiven findet, ist dies im Mittelenglischen stark reduziert. Ferner gingen viele starke Verben verloren oder wurden zu schwachen Verben. In der mittelenglischen Zeit verschwand das grammatische Geschlecht, Pronomen werden nun verwendet, um sich auf das natürliche Geschlecht einer Person oder Sache zu beziehen. Durch die geringe Flexion von Substantiven und Adjektiven wurde es zwingender notwendig, durch die Satzstellung anzuzeigen, ob ein Satzteil Subjekt oder Objekt ist. Deshalb wurde die Reihenfolge Subjekt-Verb-Objekt (SVO) in der mittelenglischen Zeit immer mehr zur Regel, während im Altenglischen wie im Deutschen die Reihenfolge der Satzglieder noch relativ frei war.

## Frühneuenglisch
Diese Zeit, die nicht in allen Darstellungen als eigene Periode aufgeführt wird, ist von veränderten äußeren Bedingungen geprägt. Der Buchdruck unterstützte die Entwicklung der Standardsprache. Die Alphabetisierung ermöglichte mehr Menschen den Zugang zum schriftlich fixierten Wissen, das durch die verbesserten Möglichkeiten der Kommunikation leichter vermittelt werden konnte. Außerdem beschäftigten die Menschen sich jetzt bewusst mit dem Phänomen Sprache.

### Wortschatz
Da der Zugang zum Wissen während der Renaissance zu einem wichtigen Allgemeingut wurde, wurden zahlreiche Wörter entlehnt und neu geschaffen, um den gestiegenen Anforderungen gerecht zu werden. Als wichtigste Quelle diente das Latein. Manche Wörter wurden unverändert übernommen (climax), bei anderen wurde die lateinische Endung entfernt (consult-are) oder verändert (-tas wird zu -ty). In vielen Fällen wurde der lateinische Begriff indirekt über das Französische in die englische Sprache übernommen. Oft kann man den Weg der Entlehnung nicht nachvollziehen. Während fact vom lateinischen factum und nicht vom französischen fait abstammt, können consist und explore aus beiden Sprachen kommen.
Die Anzahl der neuen Wörter stieg immer mehr an. Shakespeare gilt als der Autor mit dem größten Vokabular. Da viele der neuen Begriffe als überflüssig angesehen wurden, entwickelte sich ein Streit. Die Puristen wehrten sich gegen die sogenannten inkhorn terms, die für die meisten Menschen ohne Lateinkenntnisse unverständlich seien.

### Vereinheitlichung
Mit der Entwicklung der Standardsprache entstand auch der Wunsch nach einer Vereinheitlichung der Sprache. Bisher gab es kein allgemein akzeptiertes System. Außerdem war es durch die fremden Einflüsse zu einer deutlichen Diskrepanz zwischen Laut und Symbol gekommen. Die Wörter wurden nicht mehr so geschrieben, wie sie ausgesprochen wurden. Alle Bemühungen um eine durchgreifende Orthographie-Reform scheiterten jedoch.
Der im 18. Jahrhundert entstehende wissenschaftliche Rationalismus verlangte eine geregelte Sprache. Vermeintliche Fehler sollten verbessert werden. Die bereinigte Sprache sollte in einer permanenten Form festgehalten werden, die immun gegen Veränderungen ist. Dass die menschliche Sprache ein lebendiges Phänomen ist, ignorierten die Menschen damals. Nach dem Vorbild der Académie française und der italienischen Accademia della Crusca sollte auch in England eine Institution für die Pflege der Sprache geschaffen werden. Die Pläne scheiterten jedoch. Dennoch betrachten sich die Grammatiker des 18. Jahrhunderts als entscheidende Instanzen, die Urteile über den „korrekten“ Gebrauch der Sprache fällen konnten. Samuel Johnson veröffentlichte 1755 ein Wörterbuch, das jedoch aus heutiger Sicht mangelhaft ist.

### Grammatik
Die wichtigste Entwicklung vollzog sich in der Phonetik. Mit der sogenannten frühneuenglischen Vokalverschiebung veränderte sich die Aussprache der Vokale. Die langen Vokale wurden angehoben und die höchsten zu Diphthongen. Außerdem wurden unbetonte Vokale zu einem Schwa ([⁠ə⁠]) abgeschwächt.

## Neuenglisch oder modernes Englisch
In der Neuzeit wurden die Möglichkeiten für die Reise und Kommunikation weiter verbessert. Die historische Entwicklung, v. a. die beiden Weltkriege und ihre Folgen, sorgte für viele neue Wörter. Durch den wissenschaftlichen Fortschritt besteht immer wieder Bedarf nach neuen Begriffen. Auch Laien kommen in Kontakt mit technischen Begriffen, z. B. in der Medizin oder bei der Computertechnik. In der Wissenschaft werden neue Begriffe häufig mit lateinischen oder griechischen Elementen gebildet, z. B. tele. Alte Ausdrücke erhalten eine neue Bedeutung (z. B. stand by). Durch intensive Benutzung verlieren Wörter ihre spezielle Bedeutung, z. B. drücken nice oder great nur noch allgemeine positive Einschätzungen aus. Es kommt auch zu Bedeutungsverengungen. So wurde doctor vom wissenschaftlichen Titel zur allgemeinen Bezeichnung für den Arzt, nachdem es volkstümliches leech verdrängt hatte. Ein typisches Phänomen der Neuzeit ist die Ableitung neuer Wörter von Eigennamen, z. B. Sandwich, Colt, Boycott oder Lynch.
Das wichtigste Werk der englischen Sprachgeschichte entstand von Ende des 19. Jahrhunderts an. Das Oxford English Dictionary (OED) sollte die unbrauchbaren Wörterbücher ablösen. Um ihrem Anspruch, jedes englische Wort mit seiner Geschichte zu dokumentieren, gerecht zu werden, sammelten die Verfasser enorme Textmengen. Das Werk umfasste schließlich rund 240.000 Einträge.
Wichtige grammatische Entwicklungen sind die Konversion, d. h. der Übergang von einer Wortart in die andere ohne formale Änderung, und die zahlreichen Wortverbindungen in festen Fügungen, die als Redensarten bzw. Partikelverben von Nicht-Muttersprachlern gelernt werden müssen.

### Englisch weltweit
Durch die Kolonisation und Ausdehnung des Empires verbreitete sich die englische Sprache weltweit, u. a. nach Indien, Ozeanien, Afrika und Südostasien. Nach der Besiedlung Amerikas entstand in den USA eine eigene Varietät der englischen Sprache, die sich zum Teil bewusst vom britischen Englisch absetzte. Auch in den anderen Regionen entwickelten sich eigene Varietäten. 28 Prozent der 125 Pidgin- und Kreolsprachen basieren auf der englischen Sprache. Andererseits ist Englisch spätestens seit Mitte des 20. Jahrhunderts zur wichtigsten Gebersprache der europäischen und vieler außereuropäischer Sprachen geworden.
Umgekehrt übernimmt das Englische auch Begriffe aus mehr als 50 Sprachen, darunter aus anderen europäischen Sprachen wie Italienisch (volcano, violin), Spanisch (alligator, sombrero), Portugiesisch (fetish, tank), Deutsch (kindergarten, blitz(krieg), zeitgeist, uber, angst), Schweizerdeutsch (putsch, muesli), Russisch (samovar, troika), aber auch aus dem Arabischen (magazine, coffee), Persischen (naphtha, chess), Hindi (guru, chutney), dem Japanischen (sake, soy), Chinesischen (sampan, ginseng), aus Indianersprachen (coyote, wigwam) und australischen Sprachen (kangaroo, boomerang).

### Grammatik

#### thouundye
Die Grammatik der neuenglischen Sprache unterscheidet sich von der des Frühneuenglischen kaum noch, bis auf die Tatsache, dass das Pronomen you (ursprünglich „euch“) die Pronomen thou („du“, heute nur noch veraltet und in wenigen Dialekten als „tha“ genutzt), thee („dich“), thy bzw. thine („dein“)  und ye („ihr“) verdrängte. Der Grund für dieses Phänomen ist der, dass ye nach der normannischen Eroberung nach dem Vorbild des französischen vous auch für einzelne Personen verwendet wurde, um Respekt zu bekunden. Ab dem 15. Jahrhundert empfand man thou plötzlich als unangebracht intim und verwendete es nur noch in sehr engen Freundschaften und wenn man z. B. mit Kindern redete. Ein Ehemann redete Frau und Kinder demzufolge mit thou an, während sie mit ye antworteten. So engte sich der Gebrauch von thou immer mehr ein, bis es im 17. Jahrhundert nur noch als Beleidigung gesehen wurde und schließlich ausstarb. Allerdings werden thou, thee und thy / thine nach wie vor in traditioneller liturgischer Sprache zur Anrede Gottes verwendet, wie z. B. im Beginn des Vaterunsers: Our Father, which art in Heaven, hallowed be Thy name.

#### Veränderungen in der Konjugation der Verben
In der 2. und 3. Person Singular gab es ein paar Veränderungen:
|           | Mittelenglisch  | Frühneuenglisch                 | Neuenglisch |
| --------- | --------------- | ------------------------------- | ----------- |
|           | (thou) thinkest | (thou) thinkest/ (ye/you) think | you think   |
| He/she/it | thinketh        | thinketh/ thinks                | thinks      |